# ایتزامنا

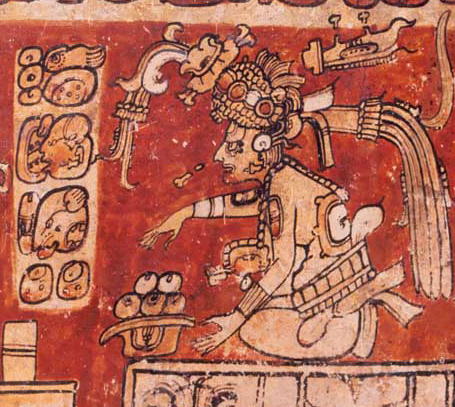
یک نقاشی از ایتزامنا مربوط به عصرکلاسیک مایاها

ایتزامنا نام بزرگترین خدا در سلسله خدایان مایایی بوده‌است که جایگاه او در آسمان قرار دارد.معنای لغوی ایتزامنا "خانه قطره ها" می‌باشد.او گاهی به دو صورت هوناب کئو و کوکولکان ظاهر می‌شود و در واقع هرسه این نام‌ها که سه تجلی دارند یکی و یک خدای واحد هستند که بر کار جهان نظارت دارند.